# Сычёво (Коломенский район)
Сычёво — деревня в Городском округе Коломна Московской области, входит в Акатьевское сельское поселение. Население — 279 чел. (2010).
Железнодорожная платформа Озёрской ветки Рязанского направления Московской железной дороги.
Деревня Сычево находится 500 метров от Коломны, В Деревне Сычево есть трамвайные пути по маршруту № 7 Коломенского Трамвая.

## Население
| 2002 | 2006 | 2010 |
| ---- | ---- | ---- |
| 183  | ↘177 | ↗279 |